# 承応の変
承応の変（じょうおうのへん）は、慶安5年9月13日（1652年10月15日）に起こった事件。戸次庄左衛門の乱、承応事件とも。

## 概要
浪人で軍学者の別木（戸次）庄左衛門らが、崇源院（徳川秀忠の正妻）の27回忌が増上寺で営まれるのを利用し、放火して金品を奪い、幕府老中たちを討ち取ろうと計画した。
しかし、一味の一人、土岐の弟を養子にしていた長嶋刑部が老中・松平信綱に密告したため、9月13日、別木らは町奉行に捕えられた。拷問の後、同年9月21日、一味は江戸引廻の上、浅草で磔にされた。
備後福山藩士で兵法家の石橋源右衛門も、計画を打ち明けられていながら通報しなかった罪で、同日、切腹した。石橋は別木に軍学を教えていた。また、老中・阿部忠秋の家臣である山本兵部（山本勘助の孫）も、別木に軍学を教えていたことから、責任を問われ、自害した。
慶安の変同様、それまでの武断政治の結果としての浪人増加による事件として位置づけられる。以後、幕府は文治政治へ政治方針を転換した。
なお、事件から5日後の9月18日に承応元年と改元されており、事件の決着がついたのが改元後にあたるため、承応の変もしくは承応事件といわれるようになった。

## 関与した浪人など
- 別木（戸次）庄左衛門（『江戸幕府日記』では、庄右衛門） - 松平但馬守直富の旧臣。元・越前大野藩士[3]。
- 林戸左衛門（林戸右衛門とも[3]） - 別木の弟。『日本大百科全書』では「軍学仲間」としている[4]。
- 土岐与左衛門（与右衛門とも） - 北条氏重の旧臣
- 三宅平六 - 同上
- 藤江又十郎 - 森左京の旧臣